# Piscu Lung, Dolj
Piscu Lung este un sat în comuna Bulzești din județul Dolj, Oltenia, România.
 Acest articol despre o localitate din județul Dolj este deocamdată un ciot. Puteți ajuta Wikipedia prin completarea lui.